# 메리 메이프스
메리 앨리스 메이프스 (Mary Alice Mapes, 1956년 5월 9일~)는 미국의 언론인, 전 TV 뉴스 프로듀서이자 작가이다.
그녀는 CBS 뉴스의 메인 프로듀서였으며, 주로 CBS 이브닝 뉴스와 황금시간대 프로그램인 <60분>을 담당했다. 그녀는 피버디상을 수상한 이라크 아부 그라이브 포로 수용소 미군 포로 학대 스캔들, 상원의원 스트롬 서몬드의 숨겨둔 혼혈 딸인 에시 매 워싱턴(Essie Mae Washington)에 관한 특종으로 유명하다. 2005년에 킬리언 문서 논란(Killian documents controversy)으로 인해 CBS에서 해고되었다.

## 성장 배경
메이프스는 워싱턴주 벌링턴(Burlington)에서 네 명의 자매와 함께 자랐다. 그녀의 부모는 공화주의자였으며, 메이프스와 사이가 틀어진 그녀의 아버지는 극심한 알콜중독자였다. 메이프스는 1974년에 벌링턴-에디슨 고등학교를 졸업하고 워싱턴대에서 커뮤니케이션과 정치학을 공부했다. 1980년대에 그녀는 시애틀의 KIRO-TV에서 일했다. 그녀는 프로듀서 및 기자로 활동하던 시절에 배우자인 마크 롤스태드(Mark Wrolstad)를 만났으며, 이들은 1987년에 결혼했다.

## CBS에서의 커리어
메이프스는 1989년, CBS 뉴스에서 일하기 위해 텍사스주 달라스(Dallas)로 이동하였다. 1999년에 메이프스는 댄 래더(Dan Rather)의 지명에 따라 <60분>의 프로듀서로 일하게 된다. 그녀는 CBS 뉴스에서 15년 간 일했다.
<60분>에서 메이프스는 아부 그라이브 수용소의 학대 스캔들에 관한 미군의 조사 내용을 보도하였고, 이를 통해 피버디상을 수상하였다. 또한, 상원의원 스트롬 서몬드의 숨겨둔 혼혈 딸인 에시 매 워싱턴(Essie Mae Washington)에 관한 특종 보도물을 제작하기도 하였다.

## 관련 서적 및 영화
2005년 메이프스의 저서 <진실과 의무: 언론, 대통령 그리고 권력의 특권(Truth and Duty: The Press, the President, and the Privilege of Power)>이 출판되었다. 이는 2015년에 케이트 블란쳇(메리 메이프스 역), 로버트 레드포드(댄 래더 역) 주연의 영화 <트루스>로 영화화되었다.

## CBS 이후
메이프스는 작가이자 컨설턴트로 일하고 있다. 뉴스 잡지 <The Nation>의 기고자로 2007년, 2008년 활동했다.
D 매거진의 2016년 5월 이슈에서 메이프스는 토미 리 워커(Tommy Lee Walker)에 대한 헨리 웨이드(Henry Wade)의 1954년 유죄 판결에 관한 글을 썼다.